# Estany de Monestero
L'estany de Monestero és un llac que es troba a 2.174 m d'altitud, al municipi d'Espot a la comarca del Pallars Sobirà. És dins el Parc Nacional d'Aigüestortes i Estany de Sant Maurici.
L'estany de Monestero és el més conegut dels estanys de la vall de Monestero. Aquest estany es troba barrat per un seguit de blocs de pedra que actuen com a presa natural. Aquest fet fa que, en anys de sequera, baixi molt el nivell de l’aigua i que l'estany pugui arribar a assecar-se.